# Ma noi no!
Ma noi no! è una compilation dei Nomadi, pubblicata il 15 maggio del 1992 dalla CGD East West.

## Il disco
Proprio Daolio è l'unico membro della band di Novellara a comparire su tutte le sedici canzoni della raccolta. Beppe Carletti, Dante Pergreffi, Cico Falzone e Daniele Campani, infatti, suonano esclusivamente i brani I ragazzi dell'olivo, Ma noi no e Gli aironi neri, tratti dai due album precedenti. Il brano Il pilota di Hiroshima, invece, è tratto dall'album del 1985 Ci penserà poi il computer. Ad accompagnare il leader dei Nomadi in tutti gli altri pezzi sono, invece, altri musicisti, ossia Vince Tempera, già collaboratore dei Nomadi negli anni sessanta e settanta, Ellade Bandini, Massimo Luca, Ares Tavolazzi e Maurizio Tirelli. Questo avvenne perché il gruppo, in quello stesso periodo, era impegnato con le registrazioni dell'album Contro.

Sulla copertina appare la dedica che i Nomadi fecero a Dante Pergreffi, bassista del gruppo morto  il giorno prima dell'uscita dell'album: 

## Tracce
1. Come potete giudicar   (3' 27")
2. Noi non ci saremo   (2' 52")
3. Dio è morto   (2' 53") (Francesco Guccini)
4. Per fare un uomo   (3' 00")
5. Ho difeso il mio amore   (4' 18")
6. Canzone per un'amica   (3' 18")
7. Io vagabondo   (3' 52") (Alberto Salerno, Damiano Dattoli)
8. Crescerai   (3' 34")
9. Un giorno insieme   (3' 23")
10. Tutto a posto   (3' 40")
11. Il vecchio e il bambino   (5' 36") (Francesco Guccini)
12. Gordon   (4' 27")
13. Il pilota di Hiroshima   (3' 13")
14. Ma noi no   (4' 46")
15. I ragazzi dell'olivo   (2' 41")
16. Gli aironi neri   (4' 39")

## Formazione
- Augusto Daolio – voce

Limitatamente ai brani 14-15-16:
- Beppe Carletti – tastiere
- Cico Falzone – chitarre
- Dante Pergreffi – basso
- Daniele Campani – batteria

Limitatamente al brano 13, non accreditati:
- Chris Dennis – chitarre
- Paolo Lancellotti – batteria

Su tutti gli altri brani, non accreditati come musicisti ma ringraziati nel libretto:
- Ares Tavolazzi – basso
- Ellade Bandini – batteria, percussioni
- Vince Tempera – tastiera
- Massimo Luca – chitarra
- Maurizio Tirelli – tastiera